# Matthew Camidge
Matthew Camidge (25 mai 1764-23 octobre 1844 York) est un musicien très connu dans le nord de l'Angleterre[réf. souhaitée], célèbre pour sa virtuosité comme organiste; c'est aussi un compositeur et un chef d'orchestre qui a dirigé des oratorios. Ses compositions traduisent d'un solide métier mais contiennent peu d'innovations.

## Biographie
Il était le fils de John Camidge 1 et d'Elizabeth Camidge, et le père de John Camidge 2.
Après avoir servi un certain temps comme choriste à la Chapels Royal (en), sous la direction de James Nares, Matthew est retourné à York où il a vécu le reste de ses jours. Il a servi d'assistant à son père et en 1799, lui a succédé comme organiste de la Cathédrale d'York.
Il a pris part d'une manière très active à la vie musicale d'York, se produisant comme soliste dans des concertos de piano et d'orgue et animant des festivals de musique à la Cathédrale d'York. Lorsque Matthew s'est retiré en 1842, son fils, John Camidge 2, lui a succédé comme organiste.
Matthew a épousé Mary Shaw d'York en 1789. Ils ont eu trois fils. Un, John, a succédé à Matthew après sa retraite, puis a transmis le poste à son propre fils. Les autres fils de Matthew sont entrés dans les ordres, et un d'eux est devenu chanoine à la cathédrale d'York.
Matthew Camidge était connu pour ses brillantes improvisations à l'orgue. Il a organisé de grands festivals de musique donnés à York en 1823, 1825. Comme violiniste, il a dirigé l'orchestre de la Société de Musique d'York. Il a contribué par 30 excellents hymnes à la Collection de Psaumes de William Richardson, qui dans les éditions ultérieures, a été plus connue sous le nom de Le livre des Psaumes et des Hymnes d'York  (The York Psalm and Hymn Book). Il est probable que c'est Camidge qui a introduit la pratique du chant des psaumes à St Michael-le-Belfrey, l'autre église où il a obtenu un poste en 1801.
Ses sonates, pour piano avec accompagnement de violon et de violoncelle, sont des pièces très agréables et représentatives de la musique anglaise de cette époque, mais pas très originales. Il a franchement reconnu, dans la préface de son ensemble de concertos pour orgue publié en 1817, qu'il les avait écrits dans le  style "si admirable" de Haendel et de Corelli.
Matthew Camidge a publié des pièces techniques écrites pour son travail d'enseignement. Il a écrit aussi des anthems et des services qui ont été joués à la Cathédrale, des Hymnes et des psaumes. Il a travaillé à une édition du  Psalmody for a single voice d'Henry Lawes. Il a écrit des Instructions pour le Piano forte ou le clavecin,  ainsi que des mélodies.